# Ardisia atrobullata
Ardisia atrobullata är en viveväxtart som beskrevs av A. Taton. Ardisia atrobullata ingår i släktet Ardisia och familjen viveväxter. Inga underarter finns listade i Catalogue of Life.